# Oreomela tuvensis
Oreomela tuvensis es una especie de insecto coleóptero de la familia Chrysomelidae.
Fue descrita científicamente en 2007 por Mikhailov.